# Azilal

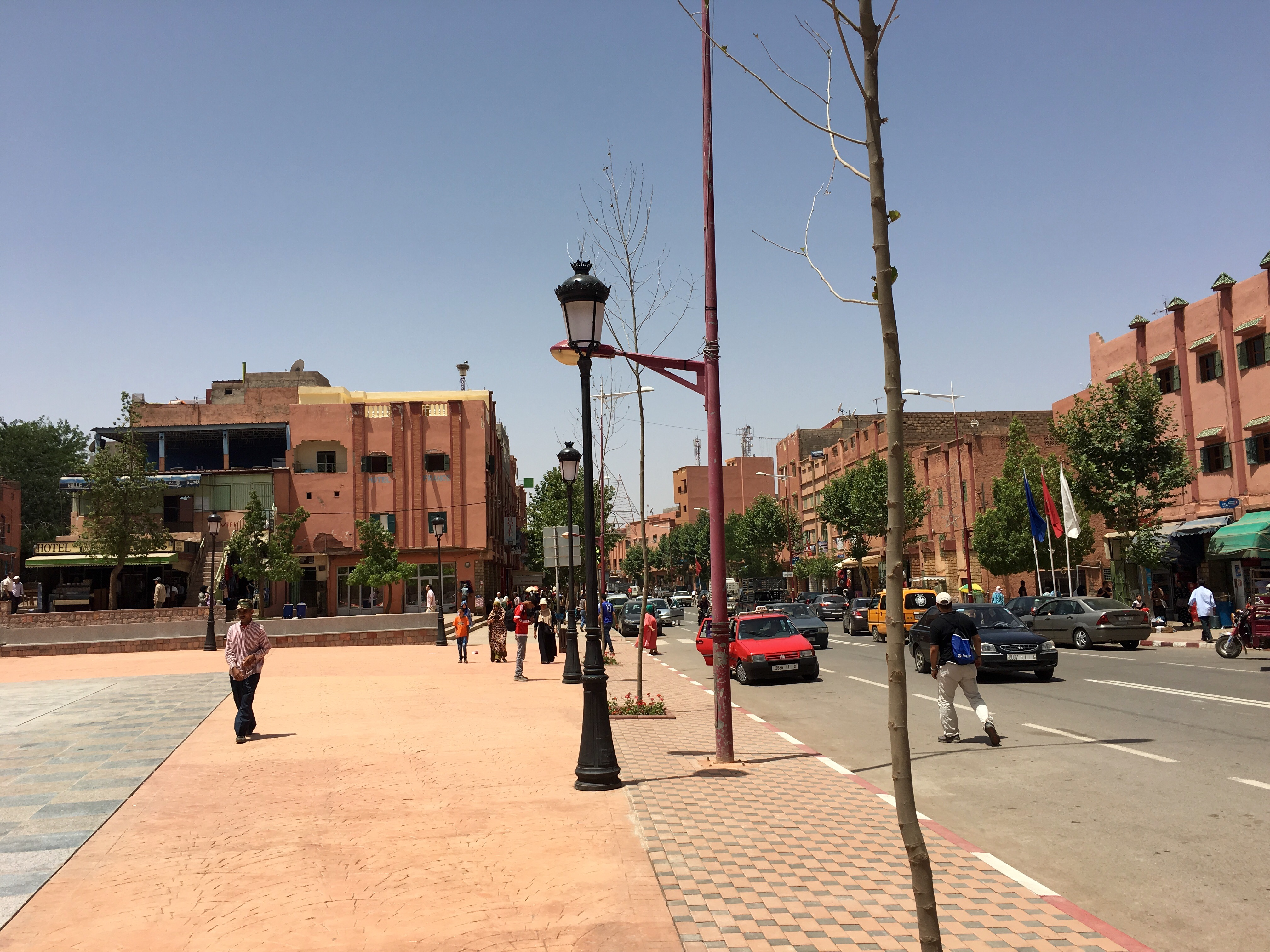
Azilal.

Azilal är en stad i Marocko och är administrativ huvudort för provinsen Azilal som är en del av regionen Béni Mellal-Khénifra. Folkmängden uppgick till 38 520 invånare vid folkräkningen 2014.